# Shinedown
Shinedown — американський рок-гурт, заснований 2001 року Бредом Стюартом в Джексонвіллі, штат Флорида. Гурт випустив 4 альбоми на лейблі Atlantic Records, а також сингли «45», «Save Me», «I Dare You», «Devour» і «Second Chance», кожен з яких досяг Top 5 Hot Mainstream Rock Tracks. По всьому світі було продано понад 10 мільйонів копій їхніх альбомів, що говорить про успішність гурту.
Пісня гурту Shed Some Light була видана в збірці благочинної організації Music for Relief Download to Donate: Tsunami Relief для допомоги постраждалим від Тохокуського землетрусу 2011 року.

## Учасники гурту
Поточні учасники
- Брент Сміт — вокал;
- Зак Маєрс — беквокал, гітара;
- Ерік Басс — бас-гітара, беквокал;
- Баррі Керч — ударні;

Колишні учасники
- Джейсін Тодд — гітара;
- Нік Перрі — гітара (рідний брат Крістіни Перрі);
- Бред Стюард — бас-гітара

Часова лінія
Не вдається зібрати вхід EasyTimeline:

Timeline generation failed: 5 errors found

Line 6: TimeAxis = orientation: horizontal format: yyyy

- TimeAxis definition incomplete. No value specified for attribute 'orientation'.

Line 7: Legend = orientation: vertical position: bottom columns:4

- TimeAxis definition incomplete. No value specified for attribute 'horizontal'.

Line 8: ScaleMajor = increment:2 start:2001

- TimeAxis definition incomplete. No value specified for attribute 'format'.

Line 9: ScaleMinor = increment:1 start:2001

- TimeAxis definition incomplete. No value specified for attribute 'yyyy'.

Line 35: PlotData=

- PlotData invalid. No (valid) command 'TimeAxis' specified in previous lines.

## Дискографія
- Leave a Whisper (2003)
- Us and Them (2005)
- The Sound of Madness (2008)
- Amaryllis (2012)
- Threat To Survival (2015)
- Attention Attention (2018)
- Planet Zero (2022)

## Відеокліпи
- 2003 — 45
- 2004 — Simple Man
- 2005 — Save Me
- 2006 — Lady So Divine
- 2008 — Devour
- 2008 — Second Chance
- 2009 — Sound of Madness
- 2009 — If You Only Knew
- 2010 — What a Shame
- 2010 — The Crow & the Butterfly
- 2010 — Diamond Eyes (Boom-Lay Boom-Lay Boom)